# Informatiepunt Nationaal Park Oosterschelde

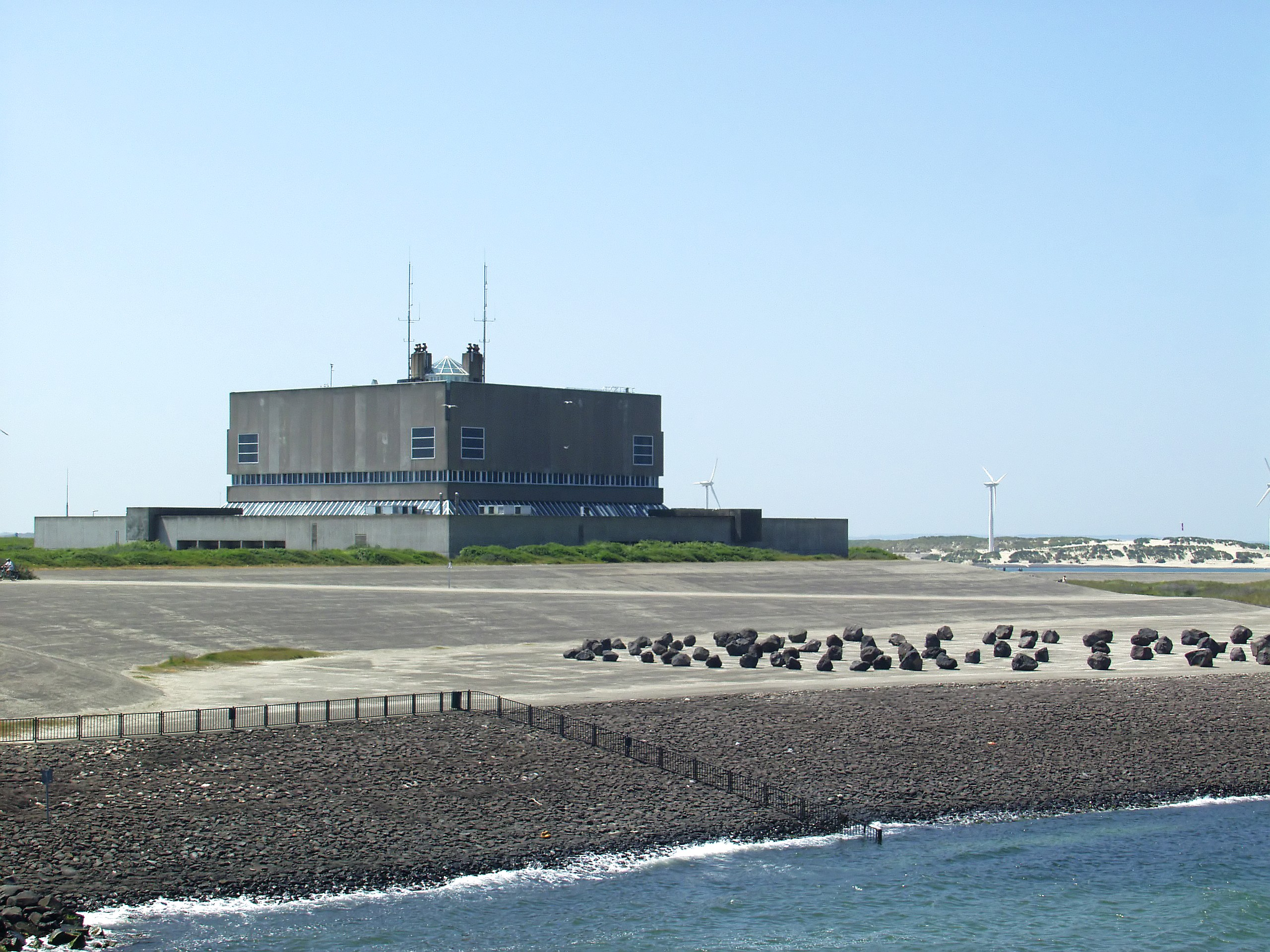
Ir. J.W. Topshuis, Neeltje Jans

Informatiepunt Nationaal Park Oosterschelde is een onbemand informatiecentrum in het zogenaamde Ir. J.W. Tops-huis (vernoemd naar ir. J.W. Tops) op Neeltje Jans in de Oosterschelde in de provincie Zeeland. Anno 2021 is het informatiepunt voor onbepaalde tijd gesloten.
Het informatiepunt bevat een binnenexpositie en informatiemateriaal in meerdere talen over de Deltawerken.

## Geschiedenis
In 1979 is het informatiepunt opgericht als resultaat van de samenwerking tussen busonderneming ZWN en de Deltadienst van Rijkswaterstaat.
In de afspraken werd vastgelegd dat de busonderneming het beheer over het informatiecentrum zou voeren en Rijkswaterstaat zou zorgen voor de informatie.

In 2008 werd het informatiepunt gevestigd in het Topshuis.